# Castello incantato
Castello incantato (Which Witch? nell'originale inglese) è un gioco da tavolo per 2-4 giocatori progettato negli anni sessanta da Marvin Glass and Associates e pubblicato nel 1970 da Milton Bradley. L'edizione italiana, realizzata da Editrice Giochi, fu commercializzata a partire dal 1972. Una riedizione italiana del gioco fu pubblicata nel 1985 ancora da Milton Bradley col nome Brivido. Altri titoli con cui il gioco è stato commercializzato in diversi paesi del mondo includono Haunted House, Ghost Castle, Spukschloss, Spookslot e Spökslottet. Una edizione speciale del gioco è stata realizzata come parte del merchandising associato alla serie televisiva The Real Ghostbusters (1984), con la stessa meccanica di funzionamento e una grafica ridisegnata, ispirata ai personaggi e alle ambientazioni della serie.

## Regole
Si tratta di un gioco di percorso ambientato in un castello stregato. I giocatori muovono a turno i propri segnalini lungo un percorso che si sviluppa su una plancia divisa in quattro settori, che rappresentano quattro stanze del castello, denominate "stanza delle scope", "stanza dei trabocchetti", "stanza del fantasma" e "stanza della scala". La vittoria va a chi arriva per primo al termine del percorso, in cima alla ripida scala situata nella quarta stanza. La plancia comprende numerosi elementi tridimensionali, fra cui un camino o torre posto centralmente, le quattro pareti divisorie fra le stanze, la scala che conclude il percorso e una serie di meccanismi (una sezione di pavimento traballante, un'armatura animata e così via) attivate in modo casuale dalla caduta di una biglia d'acciaio attraverso il camino. Questi meccanismi possono colpire i segnalini facendoli cadere, con la conseguente attribuzione di penalità (retrocessione nel percorso) al giocatore interessato. Il gioco comprende un mazzo di carte che i giocatori devono pescare ottenendone benefici o svantaggi; fra di esse c'è la carta della strega, che ha l'effetto di trasformare il giocatore in topo (il segnalino normale, che rappresenta un bambino sagomato, viene sostituito con un topo di plastica) e quella della fata, che annulla tale effetto.